# 莱斯库埃特古阿雷克
莱斯库埃特古阿雷克（法語：Lescouët-Gouarec）是法国阿摩尔滨海省的一个市镇，位于该省西南部，属于甘冈区。该市镇总面积18.73平方公里，2009年时的人口为212人。

## 人口
莱斯库埃特古阿雷克人口变化图示